# Nam Hồng
Nam Hồng là một xã thuộc huyện Nam Trực, tỉnh Nam Định, Việt Nam.
Xã Nam Hồng có diện tích 8,11 km², dân số năm 1999 là 10263 người, mật độ dân số đạt 1265 người/km².